# Castillo de Bojnice
El castillo de Bojnice (en eslovaco: Bojnický zámok; en húngaro: Bajmóci vár) es un castillo medieval ubicado en la población de Bojnice, construido en la región de Nitra, cuando todavía pertenecía al reino de Hungría (actualmente se halla en el centro de Eslovaquia). La construcción original en piedra procede del siglo XIII y fue reconstruido en el siglo XIX, al estilo renacentista de los castillos franceses del Loira. Actualmente presenta un estilo romántico conservando algunos elementos originales de la arquitectura gótica y del renacimiento. En 1970 fue declarado Monumento Cultural Nacional y constituye unos de los castillos más visitados de toda Eslovaquia. Ha sido escenario de múltiples rodajes cinematográficos.

## Historia
El castillo de Bojnice se mencionó por primera vez en registros escritos en el año 1113, en un documento que se encuentra en la abadía de Zobor. Originalmente construido como un fuerte de madera, fue reemplazado progresivamente por piedra, y las paredes exteriores se moldearon de acuerdo con el terreno rocoso irregular. Su primer propietario fue el noble húngaro Mateo III Csák, quien lo recibió en 1302 de manos del rey Ladislao V de Hungría. Tiempo después, en el siglo XV, fue propiedad del rey Matías Corvino de Hungría , quien se la dio a su hijo ilegítimo Juan Corvino en 1489. A Matías le gustaba visitar Bojnice, y fue aquí donde trabajó en sus decretos reales. Solía dictarlos bajo un tilo, que ahora se conoce como el "Tilo del rey Matías". Después de su muerte, el castillo pasó a ser propiedad de la familia Zápolya, una familia noble húngara. Los Thurzós, la familia más rica del norte del Reino de Hungría, adquirieron el castillo en 1528 y emprendieron su importante reconstrucción. La antigua fortaleza se convirtió en un castillo renacentista. A partir de 1646, los propietarios del castillo fueron los Pálffy, quienes continuaron reconstruyéndolo.
Finalmente, el último propietario famoso del castillo de la familia Pálffy, el conde húngaro János Ferenc Pálffy (1829 - 1908), realizó una compleja reconstrucción romántica de 1888 a 1910 y creó la imitación actual de los castillos franceses del valle del Loira. No solo hizo construir el castillo, sino que también fue el arquitecto y diseñador gráfico. Utilizó su gusto artístico y su amor por coleccionar obras de arte. Fue uno de los mayores coleccionistas de antigüedades, tapices, pinturas y esculturas de su çepoca. Después de su muerte y largas disputas, sus herederos vendieron muchas obras de arte preciosas del castillo y luego, el 25 de febrero de 1939, vendieron el castillo, el balneario y las tierras circundantes al empresario checo Jan Antonín Baťa (propietario de la empresa de calzado bata ).
Después de 1945, cuando el gobierno checoslovaco confiscó la propiedad de Baťa, el castillo se convirtió en la sede de varias instituciones estatales. El 9 de mayo de 1950 se produjo un incendio en el castillo, pero fue reconstruido a expensas del gobierno. Después de esta reconstrucción, aquí se abrió un museo especializado en la documentación y presentación de la era de los neoestilos arquitectónicos. El Museo Bojnice es ahora parte del Museo Nacional Eslovaco en la actualidad.

## Descripción
El castillo es famoso por sus atracciones, incluido el popular Castle Fairytale, el Festival Internacional de Fantasmas y Espíritus y el Festival de Música de Verano.
En 2006, el castillo atrajo a unos 200.000 visitantes.
Alberga el museo más popular de Eslovaquia y ha aparecido en muchas películas como por ejemplo la de Fantaghirò.